# Ferreira (Spagna)
Ferreira è un comune spagnolo di 339 abitanti situato nella provincia di Granada.